# Loma Prieta-aardbeving van 1989
De Loma Prieta-aardbeving van 1989 was een grote aardbeving die op 17 oktober 1989 om 17:04 lokale tijd plaatsvond in de San Francisco Bay Area, in de Amerikaanse staat Californië. Een beweging in de San Andreasbreuklijn zorgde ervoor dat de aarde er 10 à 15 seconden schudde. De aardbeving had een kracht van 6,9 op zowel de momentmagnitudeschaal als de schaal van Richter. Bijna 4000 mensen raakten gewond en er vielen 63 doden. Duizenden mensen werden dakloos door de ramp. De beving is vernoemd naar de Loma Prieta, de hoogste piek in de Santa Cruz Mountains.
Deze aardbeving was eveneens de aanleiding om het oostelijk gedeelte van de zwaar beschadigde San Francisco-Oakland Bay Bridge te vervangen en het westelijk gedeelte te versterken.